# Paul Tschang In-Nam
Paul Tschang In-Nam (né le 30 octobre 1949) est un prélat coréen de l'Église catholique qui travaille au service diplomatique du Saint-Siège depuis 1985, avec le titre d'archevêque et le rang de nonce apostolique depuis 2002.
Il est le premier Coréen à occuper ce rang.

## Biographie
Paul Tschang In-Nam est né à Séoul, Corée du Sud, le 30 octobre 1949. Il est diplômé de l'Université catholique de Gwangju (ko). Il est ordonné prêtre le 17 décembre 1976. Il travaille en paroisse et est sous-secrétaire de la Conférence des évêques catholiques de Corée (en) pendant plusieurs années, puis étudie à Rome de 1978 à 1985, obtenant un doctorat en théologie dogmatique à l'Université pontificale du Latran

## Carrière diplomatique
Il entre au service diplomatique du Saint-Siège le 1er mai 1985. Ses missions le conduisent au Salvador, en Éthiopie (en), en Syrie (en), en France, en Grèce (en) et en Belgique (en).
Le 19 octobre 2002, le pape Jean-Paul II le nomme archevêque titulaire d'Amantia (de) et le nomme nonce apostolique au Bangladesh (en). Il reçoit la consécration épiscopale de Jean-Paul II le 6 janvier 2003,.
Le 27 août 2007, Benoît XVI le nommé nonce apostolique en Ouganda (en).
Le pape Benoît XVI le nomme nonce apostolique en Thaïlande (en) et au Cambodge (en) et délégué apostolique au Birmanie (en) et au Laos (en) le 4 août 2012. Le 8 février 2017, Tsang In-Nam présente au gouvernement de Birmanie une proposition pour l'établissement de relations diplomatiques complètes, et le 10 mars, le Parlement de Birmanie donne son accord. Le 12 août 2017, le statut de Tschang In-Nam est modifié en nonce en Birmanie.
Le 16 juillet 2022, le pape François le nomme nonce apostolique aux Pays-Bas (en).
Le 13 février 2025, le pape François accepte sa démission en raison de son âge.